# Kyläjärvi (Björneborg, Satakunta, Finland)
Kyläjärvi eller Kylajärvi är en sjö i Finland. Den ligger i kommunen Björneborg i landskapet Satakunta, i den sydvästra delen av landet, 220 km nordväst om huvudstaden Helsingfors. Kyläjärvi ligger 54 meter över havet. I omgivningarna runt Kyläjärvi växer i huvudsak blandskog. Arean är 28,8 hektar och strandlinjen är 4,36 kilometer lång. Sjön  ingår i Karvia å huvudavrinningsområde. 